# Mètode Vauban

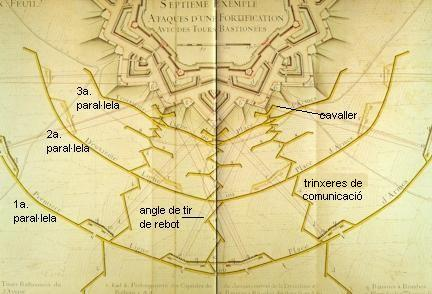
Mètode Vauban de les tres paral·leles d'atac

El mètode Vauban és un conjunt de tècniques i pràctiques a seguir en les accions d'assalt de ciutats fortificades, concebut per Sébastien Le Prestre, mariscal de Vauban, enginyer militar francès que s'havia distingit, precisament, per la construcció de fortificacions modèliques a moltes ciutats de França.

## Descripció

### Tres innovacions
- La primera innovació la posa a prova al setge de Maastricht el 1673, i es basa en una tècnica d'acostament fent cavar tres trinxeres paral·leles molt fortificades i enllaçades entre elles per trinxeres de comunicacions en ziga-zaga per evitar d'ésser enfilat amb els trets defensius. La primera paral·lela fora de l'abast dels canons i molt fortificada, servint de plaça d'armes i capaç de rebutjar un atac de rereguarda per part d'un exèrcit de suport als assetjats. La segona paral·lela, en abast de foc, permet d'alinear l'artilleria que es posiciona cap a un punt de feblesa de les fortificacions. La tercera paral·lela, de proximitat immediata a les fortificacions permet la construcció d'una mina, i fins i tot, l'assalt, si l'artilleria ha aconseguit d'obrir una bretxa a la muralla. La separació ha d'ésser suficient per evitar una sortida dels defensors.

- Durant el setge de Luxemburg assajà la segona tècnica inspirada en el fet que l'esperó de les fortaleses fortificades és una zona on l'artilleria de l'assetjat no pot disparar. És possible de disposar d'aixecaments de terra immediatament davant la trinxera i en contacte amb les fortificacions assetjades (molt baixes per evitar el foc d'artilleria). Aquest sobrealçament anomenat «cavaller de trinxeres», permet als atacants de dominar les posicions de tir dels assetjats i rebutjar-los amb granades cap al cos central de la plaça i apoderar-se del camí cobert.

- Al setge de Philippsbourg el 1688 inventa el «tir de rebot»: disposant les peces d'artilleria per tal de tenir enfilada la bateria contrària situada sobre el bastió atacat, i emprant petites càrregues de pólvora, una bala de canó pot realitzar diversos impactes i, rebotant, escombrar d'un sol cop tota una línia de defensa al cim de la muralla.[3]

### Tres fases
Però l'obra més destacable de Vauban és certament la racionalització del seu mètode d'atac de les places que va desenvolupar a partir de l'experiència de la cinquantena de setges que va conduir durant la seva carrera. Descompost en una seqüència lògica de dotze fases, un setge necessita, segons ell, al més quaranta-vuit dies de treballs, a la fi dels quals el governador de la plaça assetjada només pot rendir-se.
La primera d'aquestes fases és la del blocatge: la plaça és, primer de tot, aïllada de l'exterior per tal que ningú no la pugui avituallar o fer-hi entrar tropes de reforç. La instal·lació de l'exèrcit assetjant passa pel contra-tancament de la plaça, és a dir la construcció d'un recinte de terra que l'envolta, així com per la circumval·lació de la plaça amb la construcció d'un altre recinte destinat a impedir que un exèrcit de socors vingui a sorprendre els atacants per la rereguarda. En acabar, cal fer reconeixements per tal de determinar i de triar el front més feble susceptible de ser més fàcilment atacat.
Els treballs d'acostament comencen, seguits dels treballs de la primera paral·lela i de la segona paral·lela amb la instal·lació de les bateries, després la tercera paral·lela, finalment la coronació del camí cobert, és a dir la seva ocupació amb la preparació de l'assalt, el descens del fossat i finalment, l'assalt. En la majoria dels setges l'assalt no s'arribà a donar, anunciant-se directament la capitulació, evitant així que la ciutat sigui devastada pels exèrcits que l'assetgen.

## Història
L'evolució de l'artilleria al segle xvii havia revolucionat la guerra de setges a les ciutats. Des del Renaixement, l'augment de gruix de les muralles ja no bastava per resistir als efectes de l'artilleria. Els enginyers italians havien inventat les muralles fortificades: les muralles esdevenen molt baixes, obliqües i van precedides per una fossa. Els trets de metralla fan extremadament perillosos els assalts frontals i l'acostament a les fortificacions es fa per xarxes de trinxeres.
La forma clàssica de l’assetjament a la Vauban es mantingué en ús fins a mitjan segle xix.
El mètode Vauban va ser utilitzat al setge de Barcelona el 1714 per les tropes del Duc de Berwick.
La darrera experiència fou el 1832 quan el general Haxo al front d'un exèrcit franco-britànic l'aplicà al setge d'Anvers, defensada pels holandesos, que acabaria amb la creació de l'estat belga.
A Catalunya, Vauban va construir o modificar diversos castells, com el de Montlluís (vegeu poliorcètica).